# 236年
| 千纪： | 1千纪                                                                                           |
| 世纪： | 2世纪 \| 3世纪 \| 4世纪                                                                         |
| 年代： | 200年代 \| 210年代 \| 220年代 \| 230年代 \| 240年代 \| 250年代 \| 260年代                       |
| 年份： | 231年 \| 232年 \| 233年 \| 234年 \| 235年 \| 236年 \| 237年 \| 238年 \| 239年 \| 240年 \| 241年 |
| 纪年： | 丙辰年（龙年）；曹魏青龙四年；蜀汉建兴十四年；东吴嘉禾五年                                      |

## 大事记
- 高句麗東川王斬東吳使臣胡衛，傳其首于曹魏幽州。

## 各国领袖

### 亞洲
- 中國（三国）
  - 蜀漢皇帝：后主刘禅（223年－263年）
  - 曹魏皇帝：魏明帝曹叡（226年－239年）
  - 孙吴皇帝：吴大帝孙权（222年－252年）
- 拓跋部 - 拓跋力微, 鲜卑大人（219年－277年）
- 日本- 神功皇后（攝政，200年－270年）
- 泰米尔哲罗王朝 - Yanaikat-sey Mantaran Cheral（201年－241年）
- 亚美尼亚- 梯里达底二世（英语：Tiridates II of Armenia）, 亚美尼亚王（217年－252年）
- 朝鲜半岛 (朝鲜三国)
  - 百济 - 古尔王，百济王 （234年－286年）
  - 伽耶 - 居登王，伽耶君主（199年－259年）
  - 高句丽 - 东川王，高句丽王（227年－248年）
  - 新罗 - 助贲尼師今，新罗王（230年－247年）
- 伊比利亚 - 巴库一世，伊比利亚国王（234年－249年）
- 贵霜帝国 - 迦腻色迦二世, 贵霜君主（226年－240年）
- 波斯萨珊王朝 - 阿尔达希尔一世，波斯国王（224年－242年）

### 欧洲
- 罗马帝国 - 马克西米努斯·色雷克斯（235年－238年）

### 非洲
- 库施王朝 - 不知名国王，（225年－246年）

## 出生
- 司马炎，西晋开国皇帝（290年去世）。54岁

## 逝世
- 张昭，孙吴大臣（156年出生）80岁。
- 董昭，曹魏大臣（156年出生）80岁。